# Uniforme militar
L'uniforme militar és el tipus específic d'uniforme que vesteixen els membres de les forces armades en acte de servei.

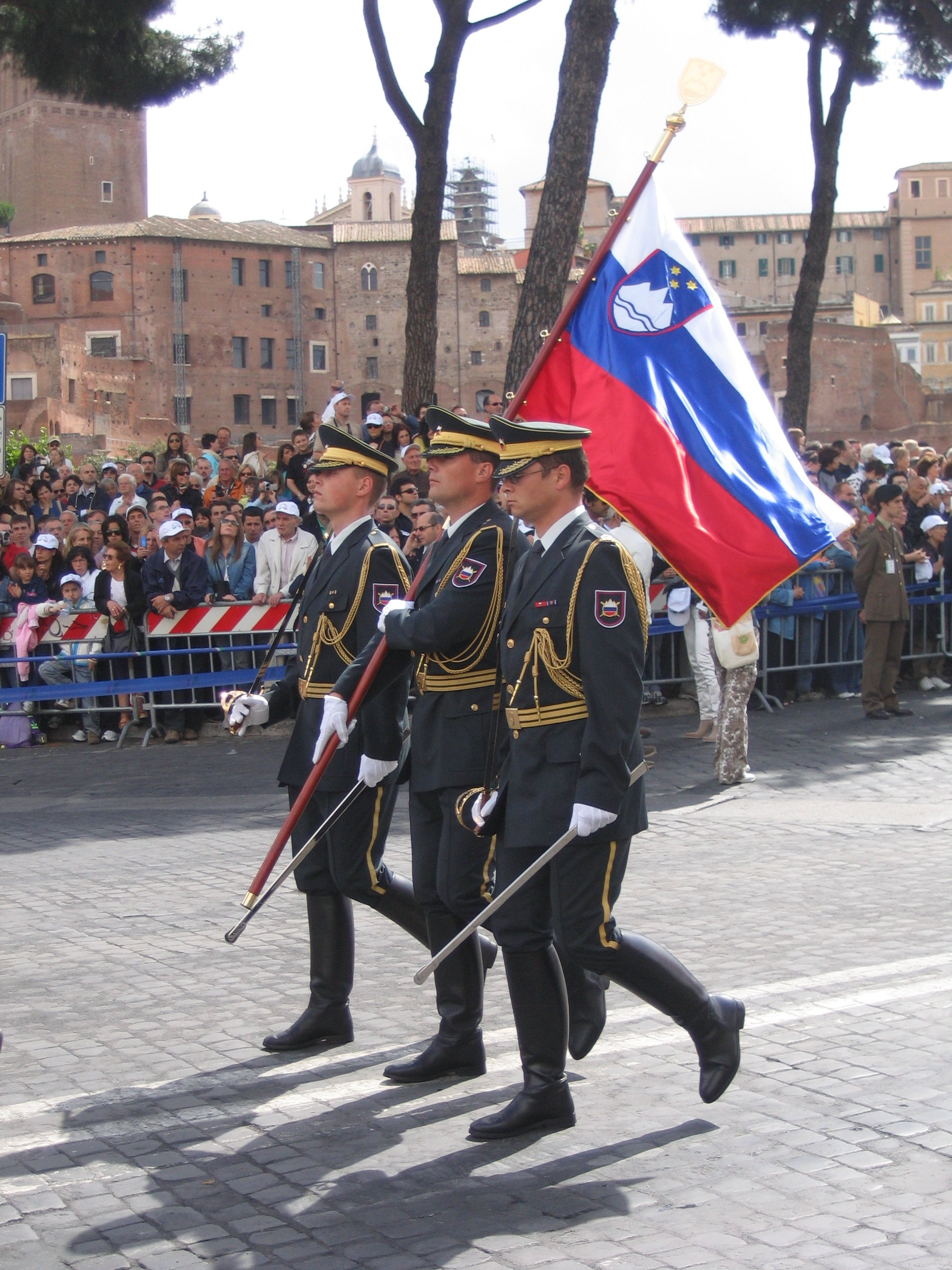
Militars eslovens desfilant en uniforme de gala

Els uniformes militars han evolucionat molt al llarg dels segles, d'acord amb les necessitats de cada moment i en connexió dialèctica amb els canvis de la indumentària civil. Així, han passat del màxim d'aparatositat multicolor que els caracteritzava històricament al màxim de funcionalitat i senzillesa que hi preval avui dia.
Els uniformes militars pròpiament dits, distintius, estandarditzats i confeccionats en sèrie, són signe característic de les forces armades sostingudes per una autoritat central.
L'uniforme militar, emperò, no és exclusiu de les forces armades oficials d'Estat: també es considera uniforme militar la indumentària dels exèrcits insurgents, de les guerrilles, etc., mentre aquesta indumentària sigui clarament discernible de la civil i respongui a una certa estandardització; tant més quan aquestes formacions armades també són sostingudes per una autoritat central, és a dir, quan entren de ple en la definició.

## Funció
La funció essencial de l'uniforme militar és identificar els portadors com a membres d'un exèrcit concret enfront dels civils i altres exèrcits.

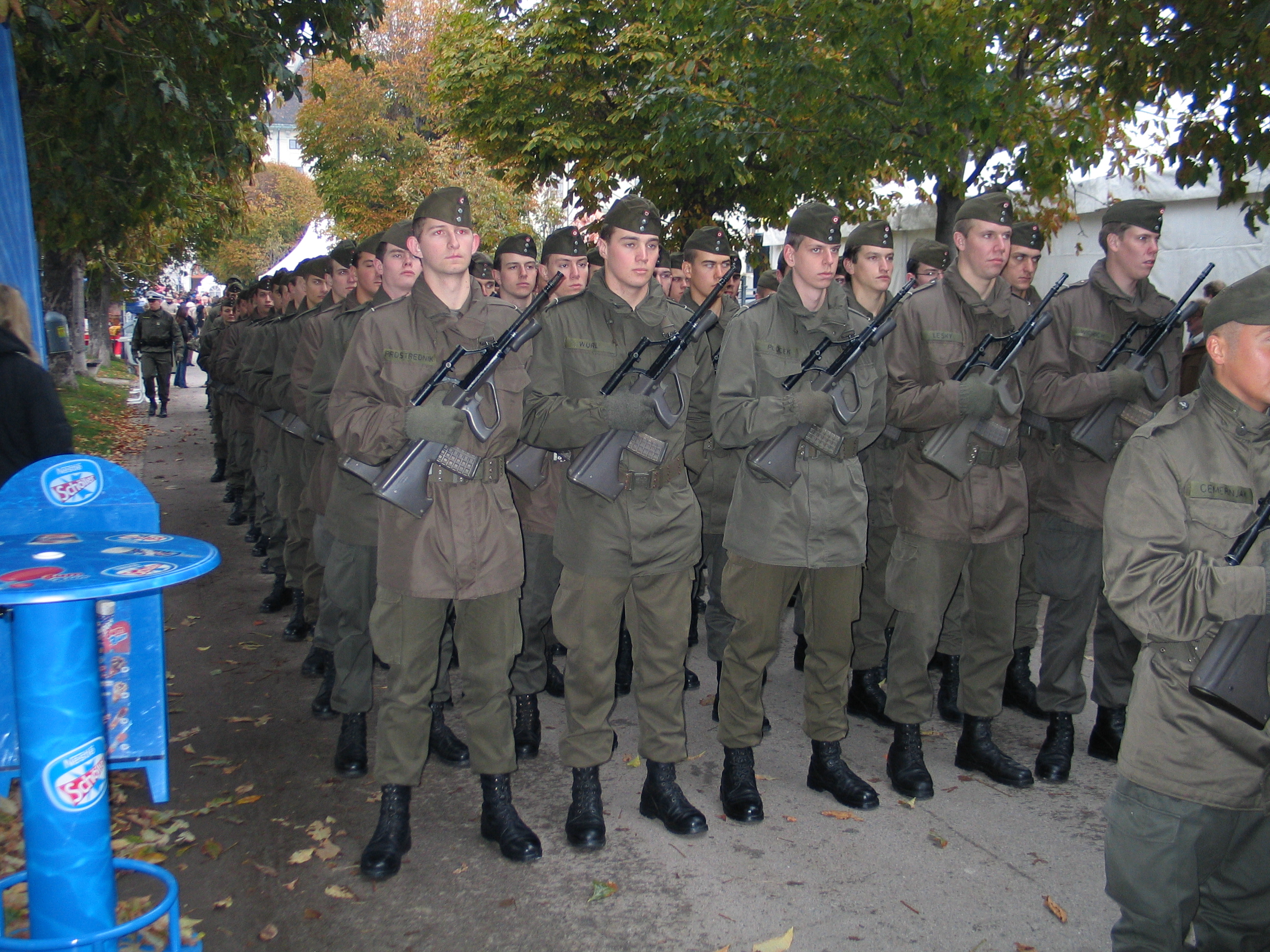
Reclutes austríacs en uniforme de diari.

Alhora, portar l'uniforme emfasitza i impulsa l'esperit de cos entorn de la institució representada, així com la consegüent solidaritat entre els membres d'aquest cos així identificats, tot plegat beneficiant la disciplina.
L'uniforme, doncs, simboilitza i representa la institució i, per extensió, el país; en conseqüència, els militars consideren un honor vestir-lo, i tenen l'obligació de tractar-lo amb respecte i mantenir-lo net i polit (atzars del combat a banda, és clar).
A més, l'uniforme indica (mitjançant les divises, modernament) el rang relatiu de cadascú (el grau militar) dins la jerarquia, així com (mitjançant els emblemes, modernament) l'Estat, cos/arma i/o unitat del portador.
L'uniforme és, doncs, element essencial de la cultura militar moderna, de la mateixa manera que, per exemple, la salutació militar.
Històricament s'ha cercat, també, que l'uniforme fos elegant, sumptuós i tot, i, alhora, que potenciés la virilitat del portador i suggerís energia. I això, amb tres objectius: provocar l'orgull entre els militars mateixos; imposar respecte als civils (i fer-los atractiu el servei); i intimidar l'enemic. D'ací que durant segles els uniformes hagin estat llampants i multicolors.
Cal dir, a més, que una de les funcions bàsiques de l'uniforme havia estat dificultar la deserció per la via de fer fàcilment identificable el desertor; punt, aquest, que ha perdut la centralitat en l'Edat Contemporània.
Un altre motiu essencial de l'alta visibilitat que caracteritzà els uniformes militars durant segles fou la necessitat d'identificar fàcilment les tropes --pròpies i enemigues-- en camps de batalla greument enfosquits pels trets de pólvora negra. En canvi, a partir de la segona meitat del segle xix es generalitzaren armes de foc de llarg abast efectiu i cadència considerable, les quals, a més, usaven pólvora blanca, que no revela fàcilment la posició del tirador. Llavors es prengué consciència que aquests uniformes tan llampants convertien els soldats en altament vulnerables al foc enemic, tot i que encara es trigaria a fer-hi passes efectives per a solucionar-ho. La funció de l'uniforme en aquest camp acabaria invertint-se: d'ençà de la Primera Guerra Mundial, els uniformes de campanya són monocolors, i el color triat és sempre discret, en un to que tendeixi a mimetitzar-se amb el paisatge. D'ací, i un pas més enllà, l'ampli ús d'uniformes de camuflatge en les darreres dècades.

## Dret
Cada Estat té minuciosament codificats tant el disseny de l'uniforme militar com les condicions del seu ús (qui té dret a portar-lo, de quina manera i en quines ocasions, etc.). La usurpació d'uniforme generalment és delicte greu (i, en estat de guerra, molt greu).

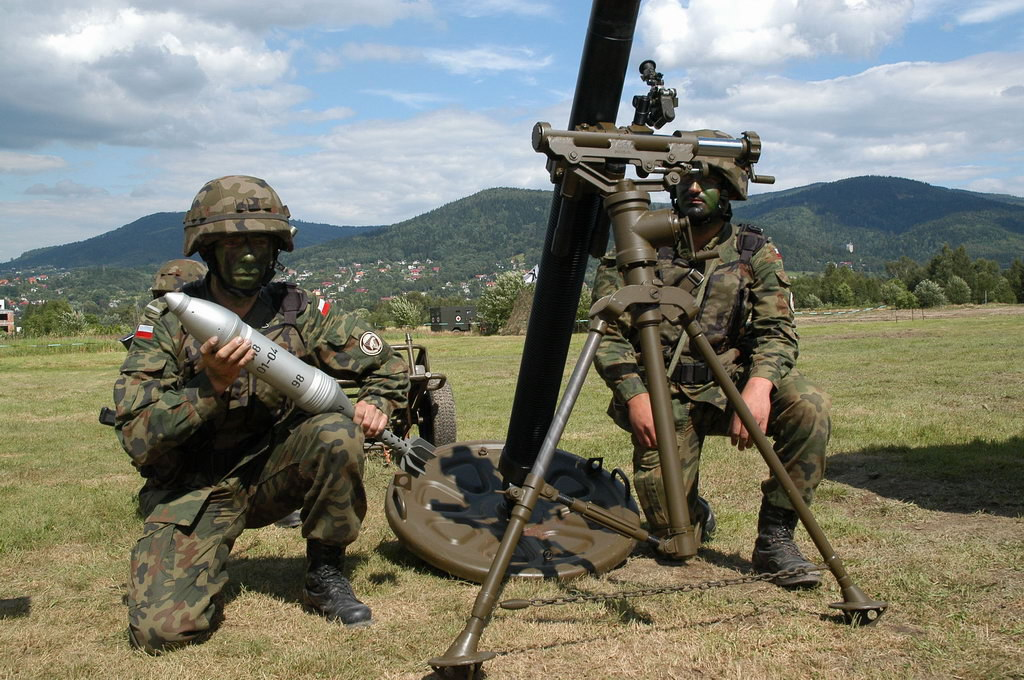
Soldats polonesos en uniforme de campanya

Generalment els uniformes militars s'adopten, modifiquen i suprimeixen per via administrativa (decrets i ordres ministerials). Són prou freqüents les reformes uniformològiques de detall, que només afecten aspectes molt específics (per exemple, el disseny concret de l'emblema de determinada unitat), si bé a voltes poden alterar punts emblemàtics (per exemple, canvi de lligadura universal, o del color de l'uniforme). Els canvis rellevants, que alteren significativament l'aspecte general de tot l'exèrcit (per exemple, substitució del bicorn pel xacó, o de la casaca per la guerrera), acostumen de produir-se a intervals mínims de deu anys i màxims de vint-i-cinc, potser a través de nou reglament uniformològic general, tot i que sovint aquest es limita a recapitular i sistematitzar el cúmul de canvis esdevinguts mentrestant.
El dret internacional de guerra exigeix l'ús d'uniforme (o, almenys, d'una indumentària clarament diferenciada de la civil) per a ésser considerat bel·ligerant legítim: un combatent amb roba civil pot ser tractat com a "terrorista"; un amb uniforme de l'enemic, com a "espia". Aquest principi vigeix per als conflictes interestatals en igual mesura que per als intraestatals.

## Tipologia
Així tradicionalment com en l'actualitat, tot exèrcit compta amb diversos models d'uniforme, cadascun adient a un tipus de tasca o de situació. Són els següents:
- uniforme de campanya (o de combat): el dut en les operacions militars, així com en instrucció i en maniobres (sovint rep el nom d'uniforme de campanya, instrucció i maniobres). És, doncs, el més característic, en tant que el propi de la funció per a la qual existeixen les forces armades. Estrictament parlant no té equivalència en la indumentària civil, però des del punt de vista tipològic s'acostaria una mica a la roba civil d'esport i informal per a activitats de caça, muntanya i similars.

- uniforme de diari (o de servei): l'emprat quotidianament en tota mena de tasques (altres que de combat) dins les instal·lacions militars. És, doncs, l'usat més habitualment en la vida militar. És l'equivalent de la roba informal dels civils (tipus caçadora amb texans).[4]
- uniforme de feineig: usat en treballs bruts o mecànics (neteja d'estables, fregat de recintes, reparacions de maquinària, etc.); és, lògicament, el de disseny més senzill i en roba més basta. És l'equivalent, sovint molt directe, de la roba de treball dels civils (tipus granota blava).
- uniforme de passeig (o d'eixida, de sortida, de trànsit): el que es porta fora de les instal·lacions militars en cas de passeig, de permís, etc. Tradicionalment ha estat, doncs, el més familiar per als compatriotes civils. És l'equivalent de la roba formal de la vida civil (tipus vestit amb jaqueta i corbata). Actualment és un model en plena revalorització oficial, tot i que seu ús viu una certa decadència en molts estats, atès que els militars, siguin professionals o de lleva, tendeixen a vestir de civil en aquesta mena d'ocasions.[5]
- uniforme de gala: usat en reunions socials de caràcter formal, certa mena de desfilades, celebracions solemnes i altres ocasions cerimonials. És l'equivalent del vestit de gala civil (tipus esmòquing), i, com aquest, només s'usa excepcionalment. Hi ha exèrcits que distingeixen, segons el grau de formalitat, entre uniformes de mitja gala, de gala i de gran gala. En la versió més senzilla, acostuma d'ésser el de passeig, però ornamentat amb elements com guants blancs, banda, faixí, cordons, medalles, etc. La versió més solemne pot reproduir elements d'uniformes ja antics, com ara bicorn, xacó, casc de cavalleria i similars, duts amb borla i plomall; colors llampants amb vius; sabre amb dragona; xarreteres i galonatge daurat; novament banda, faixí i cordons; etc., etc. Alguns exèrcits, a més a més, també preveuen un uniforme cerimonial d'estil més civil, a la manera d'un frac o un esmòquing, però sovint amb xarreteres, cordons i medalles.

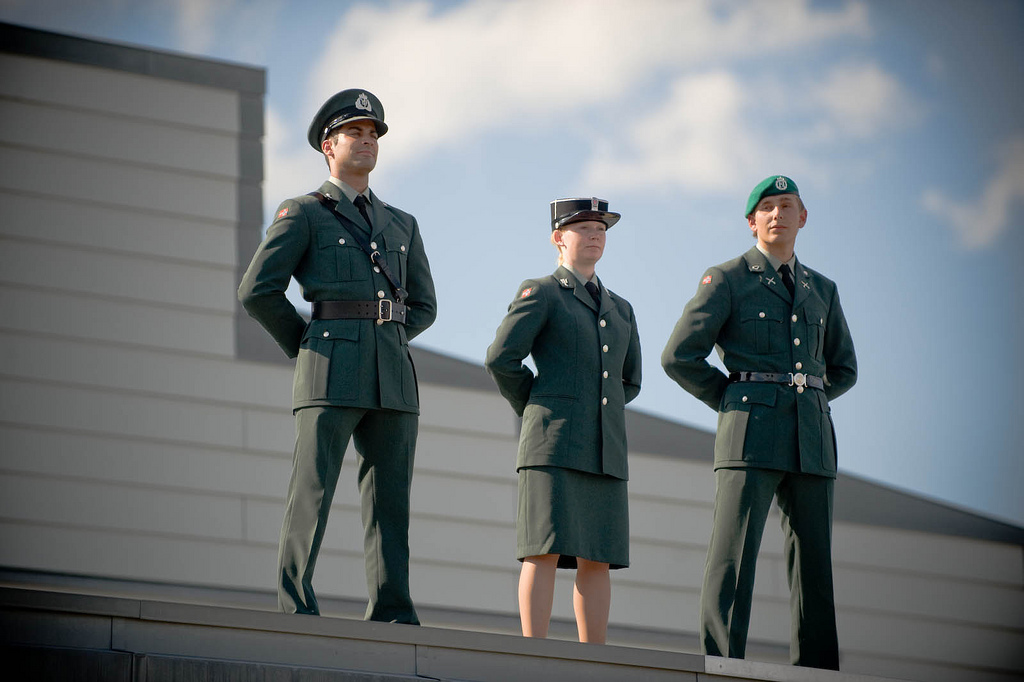
Militars noruecs en uniforme de passeig

Modernament també hi ha uniformes per a fer esport, virtualment idèntics als equivalents civils.
Paral·lelament en aquests models d'uniforme segons funció hi ha llurs variants segons l'estació de l'any; bàsicament n'hi ha dues, uniforme d'estiu i uniforme d'hivern, amb la possibilitat d'una tercera, uniforme d'entretemps. La diferència pot consistir merament en el teixit en què està confeccionat l'uniforme (per exemple, llana a l'hivern i cotó a l'estiu); però també pot ésser que el disseny mateix divergeixi força (per exemple, gorra, camisa i botes de mitja canya a l'estiu enfront casquet de pell, capot i botes altes a l'hivern).

## Intendència
Tant tradicionalment com en l'actualitat, els uniformes de la tropa són proporcionats per l'Estat gratuïtament: segons normes fixes, hom rep un determinat nombre de determinades peces per a un període de durada preestablert. Per norma general, els uniformes de tropa es confeccionen en sèrie, i, almenys des del segle xix, industrialment. Com les armes, l'equipament, etc., poden ser elaborats per fàbriques estatals o bé per companyies privades sota contracte, però, en tot cas, cenyint-se estrictament al reglment uniformològic vigent.
Els oficials, en canvi, usualment tenen l'obligació de procurar-se els uniformes per compte propi, pagant-los de la seva butxaca; usualment se'ls fan confeccionar per sastres (militars o no), i per això (a més a més de preveure-ho el reglament) llurs uniformes acostumen d'ésser de més qualitat que els de la tropa, tant en teixit com en acabats (i, a voltes, permetent-se algun detall de coqueteria no previst pel reglament). Hi ha excepcions a les afirmacions anteriors.
No és rar que entre l'adopció oficial d'un model d'uniforme i el seu ús efectiu passi un cert període; sovint, almenys entre la tropa, l'uniforme antic resta a extingir, és a dir, el model suprimit deixa de confeccionar-se, però se n'usen els exemplars mentre en restin existències.
En campanya és prou habitual, antigament i ara, que la indumentària usada en la pràctica difereixi en algun grau de l'establerta oficialment. Així, molts exèrcits han lluitat amb lligadures de caserna perquè les trobaven més còmodes que les de campanya; o, per comoditat o necessitat, han improvisat peces noves, o han usat calçat o roba d'abrigar no reglamentaris; etc., etc. A voltes en sorgeixen novetats vestimentàries que acaben incorporant-se a la uniformitat oficial.

## Història
L'uniforme militar pròpiament dit aparegué a mitjan segle xvii, en el curs de la Guerra dels Trenta Anys. L'uniforme ha evolucionat en funció de les necessitats militars de cada època, i també per interrelació amb la indumentària civil. Durant segles, els uniformes foren multicolors i llampants; d'ençà la Primera Guerra Mundial s'imposen uniformes pràctics, senzills i tendencialment mimètics. Actualment l'estandardització universal dels uniformes ha atès un punt àlgid.